# Bund Deutscher Offiziere

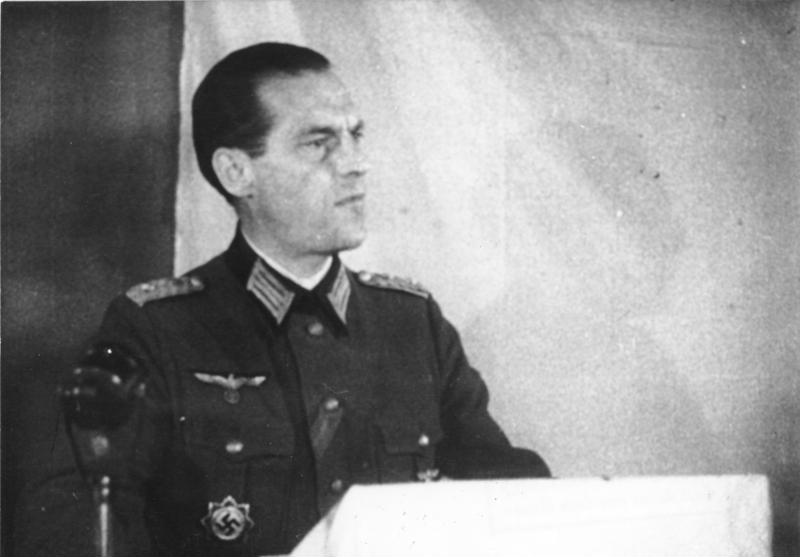
Le colonel Hans-Günther van Hooven lors de la fondation de la Bund, septembre 1943.

La Bund Deutscher Offiziere (en français, Association des officiers allemands) est fondée le 12 septembre 1943 par 95 officiers allemands dans le camp de prisonniers de Lunjowo, près de Moscou. Peu de temps après sa création, la Bund fusionne avec le Nationalkomitee Freies Deutschland.

## Seconde Guerre mondiale
Les initiateurs espèrent, grâce à la coopération avec l'Union soviétique, contribuer à la préservation du Reich allemand après la défaite attendue. Sous la direction du général d'artillerie Walther von Seydlitz-Kurzbach, du lieutenant-général Alexander von Daniels et plus tard du Generalfeldmarschall Friedrich Paulus, la BDO appelle les soldats allemands dans des tracts et des émissions de radio à se défendre et à lutter contre la dictature hitlérienne. Surtout parmi les soldats allemands faits prisonniers après la bataille de Stalingrad, la conviction gagne du terrain qu'Hitler abuse de la Wehrmacht sans le moindre scrupule.
Ni ces appels ni les efforts visant à influencer la politique soviétique en Allemagne n'ont de succès notable. Après la conférence de Téhéran et l'acceptation des demandes anglo-américaines de capitulation sans condition par l'Union soviétique, la marge de manœuvre de la BDO est plus faible. Avec ses objectifs de mettre fin à la guerre et de créer une Allemagne démocratique, la BDO reste jusqu'à sa dissolution par Staline le 2 novembre 1945 une entité politico-idéologique qui dépend de l'Union soviétique et perd de plus en plus son importance et sa crédibilité.

## République démocratique allemande
Néanmoins, la BDO continue d'exister dans la zone d'occupation soviétique en Allemagne pendant quelques années et s'impose dans une sorte de communauté commémorative conservatrice-libérale et dans le sillage des services secrets militaires soviétiques se réunit dans l'église de Potsdam-Bornstedt, pour commémorer les victimes après le complot du 20 juillet 1944. Non seulement Friedrich-Wilhelm Krummacher, Vincenz Müller, Luitpold Steidle et Markus Wolf font partie d'un cercle proche de la BDO, mais aussi de nombreuses anciennes familles d'officiers fidèles à l'empire à Potsdam, qui ne sont officiellement pas autorisées à se manifester dans la RDA. Le cercle autour de la BDO à Potsdam-Bornstedt n'est pas interdit, mais il n'est pas non plus promu publiquement. La raison principale est une différence d'opinion sur le complot du 20 juillet 1944. Ce cercle à Potsdam-Bornstedt propage de plus en plus ouvertement une amitié militaire traditionnelle entre l'Allemagne et l'Union soviétique, qui vient de l'histoire prusso-allemande entre le tsar Pierre le Grand et le roi Frédéric-Guillaume. Les divergences politiques d'opinion entre les mémorialistes et le cercle de Bornstedt grandissent au point de devenir intolérantes.  Cependant, le cercle de Bornstedt acquiert une influence décisive et se considère comme fondateur de la Société pour l'amitié germano-soviétique, notamment grâce à Friedrich Krummacher, nommé évêque de Greifswald au sein de l'Église protestante de Poméranie en 1955.

## Historiographie
En 1995, une équipe d'historiens allemands et russes font de nouvelles découvertes d'archives pour montrer que les membres de l'Association des officiers allemands entre 1943 et 1945 sont plus que de simples auxiliaires de Moscou.
Lors de l'événement commémoratif de 2000 au mémorial de la Résistance allemande à Berlin, le président du Bundestag, Wolfgang Thierse, apporte une considération sur l'œuvre d'après-guerre au sein de la BDO, qui n'était initialement pas reconnue comme une résistance mais comme une trahison.